# Иван Вазово
Иван Вазово е село в Южна България, област Пловдив, община Калояново.
Старото име на селото е Химитлии (Имитлии, Хамидлю, Хамидлю-и кебир). Местоположението на селото е много живописно и неслучайно народният поет Иван Вазов, когато е пътувал от Пловдив за Сопот и обратно, е предпочитал да се спира на почивка в селото и да се любува на природата му. Това е причината Дирекцията на обновата в кампанията за преименуване на селищата с турски названия да смени турското име Химитлии и да наименува селото на Иван Вазов през 1934 г.

## География
Иван Вазово се намира в южните поли на Същинска Средна гора, там където се срещат Тракийската низина и Средна гора.
Местностите в землището на селото са: Аджов геран, Адъта, Алчака, Арабаджийските лозя, Аретовия егрек, Аретово кланче, Аровия егрек, Арово кланче, Баба Найда, Баира, Бакаджика (голям и малък), Бамбалови чакъли, Барбукая, Беглишките хармани, Беговските ливади, Белия гьол, Бешчиджийницата, Бельовата градина, Бостанлъка (Горната кория), Бряста, Булката, Бялото, Владова чешма, Влахови курии, Водният камък, Вълчата дупка, Вълчите камъни, Вълова чешма, Върбака, Галаганово кладенче, Генчови бахчии, Герги егрек, Гереня, Гергьова черква, Гешовия исак, Годжулука, Голям егрек, Горен гичит, Горните лозя, Гръковите батали, Гюровите ливади, Гъстите камъни, Дервишова вада, Дервишова могила, Дивата череша, Дивчилия, Дизлюка, Доденов геран, Долната курия, Дупката, Дъголова могила, Дълбокото дере, Енчов егрек, Иман тепе, Исаците (горните), Кацаровите хармани, Кариерата, Кашла тарла, Кашлъта, Керината градина, Кирковско кланче, Кислярско дере, Класанова курия, Козичковите ливади, Кривакови исаци, Криваковите копани, Кръкалови копани, Кръньовите исаци, Куньовата градина, Куркая, Кутийкова манджаница, Кьосова глава, Кюпа, Кютовата вада, Кютовата воденица, Лефтерка, Малък егрек, Мандрата. Марин червенак, Мартинката, Ментовката, Мердивеня, Московото кланче, Нашенските ливади, Орешака, Паралията, Пенчов мост, Пенчови габъри, Припека, Прявода, Равнака, Самодивското клакче, Света Троица, Сивите кладенчета, Сиврия, Сипея, Солуково кладенче, Спасово кладенче, Студената вода, Съдаците, Таушан гьол, Тайрка, Текелийте, Томаново дере, Тунтуровия егрек, Турлуците, Турските гробища, Усоите, Хисарския път, Цаньова могила, Цепката, Цъгаровата вада, Цъгаровата воденица, Чадърдиевец, Чакъла, Черните места, Чизмата, Чолакова могила, Чонкова кланче, Чочовица, Чурино дере, Шамбулова къщичка, Шаркова могила, Ямата и др.

### Климат
Климатът на село Иван Вазово е преходно-континентален с топла и мека зима. Снегозадържането е много кратко. Пролетта е ранна и сравнително топла, лятото се характеризира с високи температури /юли и август/, ниска влажност и слаби ветрове. Есента е слънчева, топла и продължителна. Средната годишна температура на въздуха е около 11 градуса. Ветровете са предимно западни, северозападни и северни и най-рядко южни. Западните и северозападните ветрове се появяват при нахлуването на въздушни маси от Атлантическия океан и носят дъждове. Северните ветрове проникват през Стара планина, преминават през Карловската котловина и по течението на река Стряма навлизат в землището на селото. Те са причината за въздушни течения по течението на реката, които през студените зимни месеци водят до заледявания и измръзване. Южните ветрове пренасят субтропични въздушни маси от Северна Африка и са по-активни през зимните месеци.
Благодарение на тяхното проникване се наблюдава бързо снеготопене през зимата и засушаване през лятото. Валежите в землището на селото са слаби през летните месеци и по-интензивни през пролетта, есента и зимата. Относително ниските стойности на валежите и краткото снегозадържане са предпоставка за пресъхването на естествените водни източници. Читак дере (в горното си течение се нарича Чурино дере) – извиращо от местността Имам тепе е с постоянен отток. Деретата, Кьорчо – извиращо от Московото кладенче в подножието на Баира и Добрян дере – извиращо от Баира, както и повечето малки изворчета нямат постоянен отток. Другото по-голямо дере – Томаново извиращо от масива Сиврия и преминаващо през землището на селото е само с пролетен отток. Неслучайно освен Томаново го наричат и Сухото дере.

### Природа
Почвите в землището на селото са канелени горски, канелено-подзолисти, алувиални и алувиално-ливадни.
Растителността е разнообразна. Срещат се дървесни, храстовидни, ливадни, полски и речни видове.
От дървесните видове най-разпространени са дъб и келяв габър. През седемдесетте години на двадесети век започва залесяване с бял бор, но поради ниската надморска височина масивите не се развиват пълноценно. Както е известно иглолистните растения изсушават почвата и поради тази причина планинските потоци и извори са силно засегнати. През последните десетилетия на двадесети век в землището на селото се засява и бреза, но и тя не намира добро развитие. Салкъма е един от най-разпространените дървесни видове. Той вирее както в планинската така и в ниската, около речна територия. След големите горски пожари през 2000 и 2007 години на мястото на изгорелите горски участъци от борови гори се извърши залесяване със салкъм. Към днешна дата те се развиват добре и се очаква да възстановят нарушеното хидроравновесие. По поречието на река Стряма се срещат видовете върба, кавак и топола. Често срещан вид са орехите. Неслучайно една от местностите в землището носи названието Орешака. Други дървесни видове са дряна, джанката, дивата череша, дивата круша, черницата, бряста и явора.
Храстовидните видове са добре представени. Най-разпространеният горски храст е драката. Разпространени са и трънката, глогът, шипката и къпината.
От билките най-разпространени са: лайката, бял и жълт кантарион, бял и жълт равнец, магарешки трън, глухарче и др.
Полските треви са представени от лобода, щир, тученица, паламида, троскот, балур, пирей, овчарска торбичка, живовляк, див овес, синя метличина, коприва, лапад, киселец и др. По поляните и ливадите се срещат минзухар, диво кокиче, див здравец, великденче, див мак, синчец и дива орхидея.
От ядливите гъби най-разпространени са печурката, челадинка (пиронка), пачи крак, пърхутката. По рядко се срещат сърнела и манатарка. От отровните се срещат почти всички двойници на ядливите.
Животинския свят в землището на Иван Вазово се определя от наличието на различни по вид местности и терени. В горската част на землището се срещат сърна, диво прасе, заек, лисица, дива котка, чакал, язовец, белка, невестулка, катерица таралеж и костенурка. В миналото се е срещал и вълка. За това говорят местните топоними, Курт кая (вълча скала), Вълчата дупка и Вълчите камъни. В полските части се срещат полска мишка, пор и лалугер. От птиците най-разпространени са врабец, кос, селска и градска лястовици, кукумявка, чучулига, славей, щиглец (кадънка), орехче, стърчиопашка, гривяк, фазан, гургулица, пъдпъдък, яребица, кукувица, щъркел, кълвач, сокол, ястреб, мишелов и др. По поречието на р. Стряма живеят патици, бяла чапла, шаварче, пчелояд, гмуркачи и водни костенурки. Змиите са представени от пепелянка, усойница, смок-слепок, смок-мишкар и водна змия. Срещат се и няколко вида гущери и жаби. От насекомите се срещат почти всички известни видове, които обитават нископланинските, ливадните и полски терени и речните корита. Във водите на река Стряма живеят следните риби: мряна, кефал, кротушка, щипок (симеонче), щука, скобар и костур. В големия напоителен канал, захранван от язовир Пясъчник се срещат шаран, каракуда, червеноперка, бабушка и уклей.

## Икономика
Климата и почвите в землището на с. Иван Вазово, предлагат добри условия за земеделие и то се развива по всички направления. По поречието на река Стряма традиционно се отглеждат зеленчукови култури, овощни градини. По полегатите склонове на Средна гора в миналото са били засаждани лавандула и лозя. Традиционна култура е маслодайната роза (Rosa damascena). Землището на Иван Вазово е част от Розовата долина, а българското розово масло е вписано като Защитено географско указание в Европейския регистър на защитените наименования за произход и защитените географски указания.
Традиционните култури отстъпват място на зърнените култури. През 2014 г. в землището на селото са засадени стотици декари лимец.
В селото се отглеждат малки стада с кози и овце. Домашните птици са кокошка, патица и гъска. В селото се развиват няколко големи стада от крави, едно от които е от месодайната порода херефорд.
Ловът в селото е традиционно занятие. Ловната дружинка е част от „Сдружение на ловците и риболовците – Ловно-рибарско дружество Средна гора“ в Хисаря. В ПЛСР Иван Вазово влизат землищата на с. Иван Вазово, с. Горна Махала и с. Долна Махала..

## История
Животът в землището на с. Иван Вазово започва през 6-о хилядолетие пр. Хр., като селищата са разположени на различни места и са свързани с различни етноси в отделните епохи. Основна причина за почти постоянното обитаване на това място е стратигическото му местоположение. Неслучайно през римската епоха са построени стратегическите пътища Упия Ескус (с. Гиген, област Плевен) – Филипополис (Пловдив) и Ранилиум (село Оризово, Чирпанско) – Диоклецианополис (Хисаря), които са преминавали през землището и са се пресичали в местността Бостанлъка, непосредствено до река Стряма.
През 2009 г. е осъществено теренно археологическо проучване под ръководството на археоложката Елена Божинова. Регистрирани са 70 археологически обекта, датиращи от 6-о хилядолетие пр.н.е. до османския период. Най-ранното селище е открито в местността Черните места и представлява неолитна селищна могила. С известни прекъсвания мястото е обитавано през епохите на неолита, бронзовата епоха, желязната епоха, античността и късното средновековие (XI в.) Най-много археологически обекти са регистрирани от периода на античността II – VI в. Това са голямо селище в местността Чадърдиевец, укрепено селище в местността Цаньова могила и пътна римска станция в местността Бостанлъка. От XI в. до завладяването на тези земи от османците няма податки за поселищен живот.
Сегашното селище е възникнало на днешното си място най-вероятно през четиридесетте години на XV в. и е основано от юруци, заселени в землището на Казъл Хисар (днешния град Хисаря), който тогава е вакъф на големия османски сановник Шахабеддин паша. Благодарение на османистите д-р Григор Бойков и Мария Кипровска са открити и преведени на български над 40 османски данъчни регистри, което дава възможност да се проследи развитието на османското селище в периода XV – XIX в. Османското име на селото е Хамидлю. Името е свързано с произхода на юрушките основатели, които идват от областта Хамидели, Турция. Първият османски регистър, в който са описани трима души от Хамидлю, плащащи извънреден данък, е от 1479 г.
Първите българи-християни заселили се в османското село са регистрирани в данъчен регистър датиращ от 1695 г. Те се заселват в местността Селището, намираща се от двете страни на Читаш дере, над турската махала. От имената на първите заселници Крънчо, Керин, Влахо, Гюрго и др. произлизат и днешните фамилни имена на родовете от Иван Вазово. От същия регистър се потвърждава и местната легенда, че селото е създадено от хора от Разложкия край. След имената на някои от описаните мъже е записано, че са пришълци от Разлог.
Други интересни данни за имотното състояние на населението, описание на външния вид на мъже и броя на домакинствата черпим от данъчни регистри от 1840-те години. От същите регистри става ясно, че първия християнски свещеник Георги, син на Тодор е поканен от местното население да се засели в Хамидлю от град Карлово. Днешните негови потомци носят фамилията Кютови-Попови. На него е именувана и местността Гергова черква, където са се обслужвали религиозни служби преди да бъде изграден християнски храм. От ктиторския надпис на църквата „Св. Тодор Тирон“ се чете, че тя се създадена през 1857 г. Надписът започва с името на поп Георги, сина му поп Тодор и няколко по заможни жители на селото, чиито лични имена са изписани напълно. Следват съкратените имена на всички останали жители на селото. Църквата е една от най-старите в региона.
Махалите в селото са: Турската махала (Джамията), Селището, Кацар махала, Мегдана (Бакърджиева махла), Църквата (мегдана над нея), Матейчина (между Джамията и сегашния център), Новата махала (от центъра в посока гарата и южно към изхода за селото).
До Руско-турската освободителна война населението на селото е смесено, като преобладават българите християни. Участник в Освободителната война е опълченецът от селото Стоян Вълков – Комитата. След 1885 година турското население се изселва и оттогава до днес Иван Вазово е с изцяло българско население. Жители на селото са участници в Първата и Втората световни войни. Паметни плочи на загиналите във войните са поставени в църквата и в двора на старото училище. То е изградено изцяло с дарения от местното население през 1927 г. и е с изключително изискан архитектурен стил.
През 1934 г. селото е преименувано от Химитлии на Иван Вазово в чест на патриарха на българската литература Иван Вазов.
В селото е роден Панчо Бакърджиев, член на партизанския отряд „Антон Иванов“.
До 1965 г. населението на селото е в демографски подем, като населението достига над 1000 души. След тази година благодарение на миграцията към градовете населението намалява като към днешна дата е малко под 300 постоянни жители. Преди социализма събора на селото се е състоял на Гергьовден. Цялото население се е събирало в местността Гергова черква, където свещеника е освещавал гергьовските агнета. Всеки род е имал родов камък, около който са нареждали обредната трапеза.
Родовете в Иван Вазово са: Аджови (Сигови) и тяхното разклонение Андрееви; Акрабови; Ангозови и техните разклонения – Китньови, Недеви, Кекерови, Майорови и Начкини; Аретови и техните разклонения – Десови, Вътеви и Вълеви; Бабачеви; Бакърджиеви и техните разклонения – Кръстеви, Губеркови, Пощови, Арови, Шишкови, Бельови и Ганьови; Бамбалови; Баненски; Барабоьови; Близнакови; Боневи; Бояджиеви (Гайдарови), Бурьови; Витеви; Влахови и техните разклонения – Молитови, Фасулкови и Чайови; Гешови; Гиргинови; Говедарови; Гогови; Гогушеви; Гонголови; Гръкови; Гюрови; Джаферови; Джорови; Дишлиеви; Добреви и тяхното разклонение Тютюнджиеви; Дъръбарови; Дюлгярови; Исанови и тяхното разклонение Кацарови; Кадифьови; Кайкови, Калугерови (Телкиови), Келешови; Керини и тяхното разклонение Лазарови; Кирови; Класанови и тяхното разклонение Белюрови; Клисурови; Козичкови; Карастоянови и техните разклонения Бангьови и Андреви; Костови (Алваджиеви), Кривакови; Кръкалови; Кръньови; Куньови; Кютови (Попови); Ладьови; Манови; Манолови (Златьови); Марини; Мацеви; Мисиркови; Митеви; Миткови; Москови и техните разклонения – Грошеви, Пенчеви, Кьосеви, Лилови и Янкови; Мудболови (Бочеви); Оцетови; Паткарови, Пашкулови; Попови; Пульови и техните разклонения Даскалови, Лачеви, Галаганови, Чонкови, Кукови и Зайкови; Пунгашеви; Райчеви; Рашкови (Лефтерови) и техните разклонения – Колаксъзови, Караджови, Вакарелови и Кутийкови; Садъкови; Салашови; Сербезови, Сламарови; Солукови; Сотирови; Спасови; Стотинкови: Стоянови и техните разклонения Комитови, Икошови (Еньови), Дръндикови и Зайриови; Терзиови; Трънкови; Урозови (Гроздьови); Учкурови; Христозови (Телкиови); Цветкови (Карагьозови); Цъгарови; Червенкови; Шамбулови; Шаркови; Ялъмови; Янови и др.

## Религии
Селото се населява от жители с източноправославно вероизповедание.
Църквата „Св. Тодор“ е построена през 1857 г., по всяка вероятност от брациговски майстори. Материалт за строежа като: камъни, вар, дървен материал, е докарван от населението безплатно, като жители на селото участват и с труд при строежа. Камбанарията на църквата е построена след Освобождението. Султанският ферман, с който е разрешен строежът на църквата, е запазен и понастоящем се съхранява в Народна библиотека „Св. св. Кирил и Методий“, София.

## Събития
След 1989 г. по инициатива на кмета Димо Димов се организира селски събор през последната седмица на юни по повод рождената дата на Иван Вазов. През последните години се възражда традицията да се честват празниците 3 март, Сирни Заговезни и Гергьовден, като местното население се облича в автентични народни носии и традиционни за селото кукерски (джумал) костюми. По този повод в центъра на селото на фасадата на стара къща е организирана изложба на открито. Къщата е реставрирана от група млади мъже с доброволен труд. На платната на изложбата са експонирани фотоси от празничните чествания, възпроизведени в автентичен вид.
Съборът на селото се провежда ежегодно в последната събота на юни. Той е място за среща на хора, свързани със селото, живеещи в различни населени места в България и по света. През последните години се наблюдава засилена посещаемост на гости от околните села и градове. Програмата винаги е богата, а скарите и хладилните витрини работят на пълни обороти.

## Галерия
- Църква Св. Тодор Тирон
- Обреден хляб от Иван Вазово
- Иванов ден
- Прануване на 3-ти март
- Сирни заговезни 2019 обща
- Сирни заговезни 2020 г.
- Кукери (Джумал) – Сирни Заговезни 2020 г.
- Сирни Заговезни деца с топчето
- Гергьовден 2019 г. обща
- Гергьовска пещ
- Задявка на портата
- Задявака на дувара
- Кавалер от старо време
- Деца на Гергьовден
- Гергьовки агнета пред пеща
- Пред Комитовата къща
- Неолитна селищна могила в местността Черните места
- Изглед към масива Курт кая
- Изглед от Цаньова могила
- Изглед от Баира